# Chi Kim ngân
Chi Kim ngân hay còn gọi là chi nhẫn đông (danh pháp khoa học: Lonicera, đồng nghĩa: Caprifolium Mill.) là chi thực vật gồm một số loài cây bụi hoặc dây leo trong họ Kim ngân (Caprifoliaceae) thực vật bản địa của Bắc bán cầu. Có khoảng 180 loài kim ngân, ở Trung Quốc có độ đa dạng cao nhất với hơn 100 loài, châu Âu và Bắc Mỹ mỗi nơi có khoảng 20 loài. Các loài phổ biến gồm có Lonicera periclymenum (kim ngân châu Âu), Lonicera japonica (kim ngân trắng hay kim ngân Nhật, phổ biến ở Nhật Bản, Trung Quốc, Việt Nam) và Lonicera sempervirens. Kim ngân rất thu hút chim ruồi.
Lá kim ngân mọc đối, hình bầu dục, dài từ 1 đến 10 cm. Đa số các loài kim ngân có lá sớm rụng, nhưng một số là cây thường xanh. Nhiều loài có hoa thơm, hình chuông, trong có chứa mật ngọt ăn được. Khi bẻ cuống hoa sẽ thấy mùi hương thơm. Quả kim ngân là loại quả đơn (mỗi quả phát triển từ một noãn) màu đen, xanh lam, hoặc đỏ, trong có chứa vài hạt. Quả của đa số các loài kim ngân có chứa chất độc nhẹ, một số loài (nổi tiếng nhất là Lonicera caerulea) có quả ăn được.
Một số loài kim ngân được dùng làm thuốc Đông y như Lonicera confusa và Lonicera japonica.

## Một số loài chọn lọc

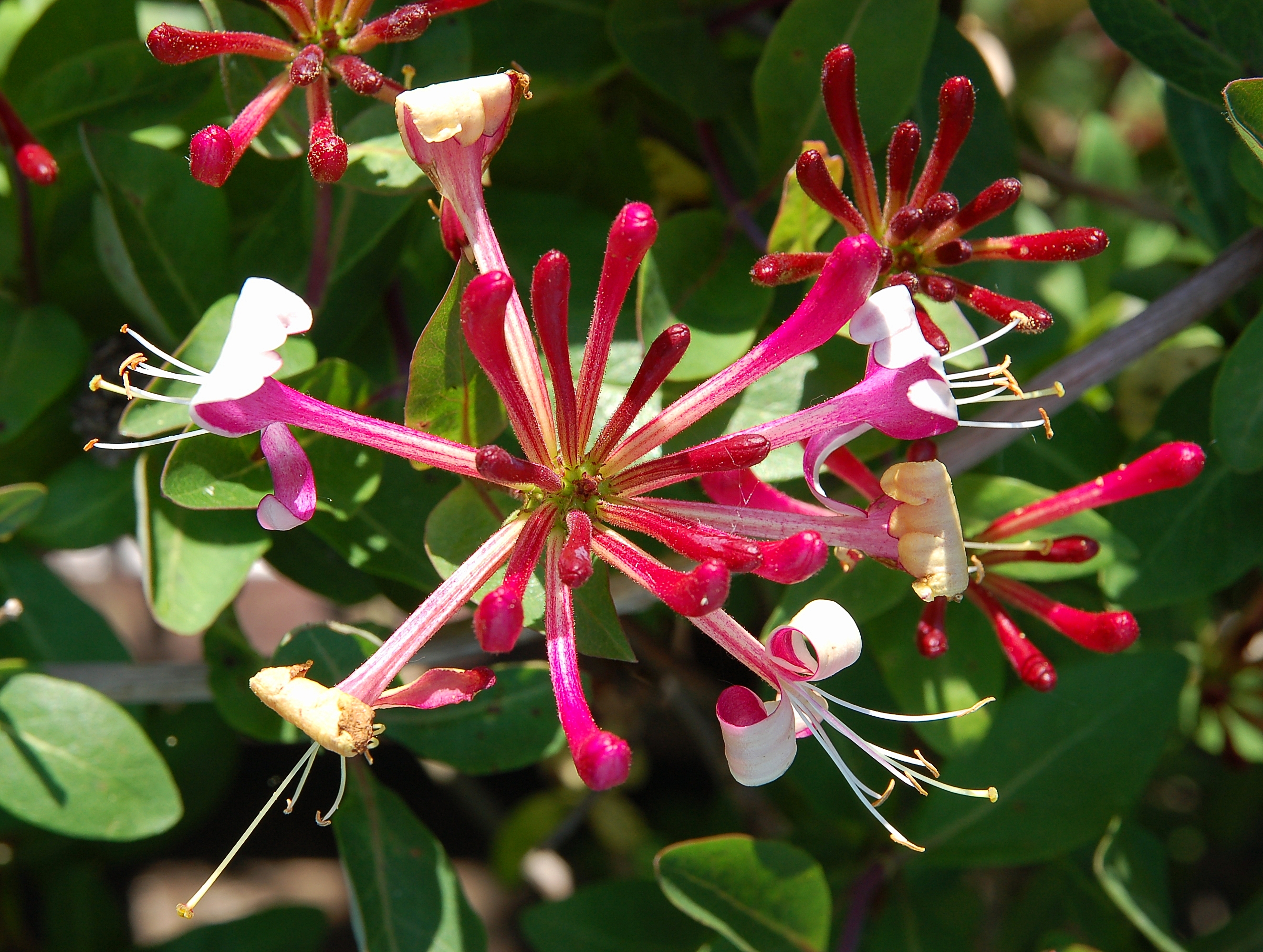
Lonicera periclymenum

| - Lonicera acuminata - kim ngân nhọn - Lonicera alberti - Lonicera albiflora - kim ngân hoa trắng - Lonicera alpigena - kim ngân núi cao - Lonicera altmannii - Lonicera angustifolia - kim ngân lá hẹp - Lonicera anisocalyx - nhẫn đông lá đài lạ - Lonicera annamensis - kim ngân Trung Bộ - Lonicera arborea - Lonicera arizonica - kim ngân Arizona - Lonicera biflora - Lonicera bournei - kim ngân rừng, nhẫn đông rừng - Lonicera brevisepala - nhẫn đông lá đài ngắn - Lonicera buchananii - nhẫn đông Điền Tây - Lonicera buddleioides - Lonicera caerulea - kim ngân quả lam - Lonicera calcarata - nhẫn đông cựa dài - Lonicera calvescens - nhẫn đông Hải Nam - Lonicera cambodiana - kim ngân lông - Lonicera canadensis - kim ngân Canada - Lonicera caprifolia - Lonicera carnosifolia - nhẫn đông lá dày - Lonicera chrysantha - nhẫn đông hoa vàng - Lonicera ciliosa - kim ngân cam - Lonicera ciliosissima - nhẫn đông lông dài - Lonicera cinerea - nhẫn đông lông xám - Lonicera codonantha - nhẫn đông hoa chuông - Lonicera confusa - kim ngân núi, kim ngân lẫn, kim ngân rối, sơn ngân hoa - Lonicera conjugialis – kim ngân hoa tía - Lonicera crassifolia - nhẫn đông bò - Lonicera cyanocarpa - nhẫn đông lông nhỏ - Lonicera dasystyla – kim ngân vòi nhám, kim ngân dại - Lonicera dioica - Lonicera elisae - nhẫn đông Bắc Kinh - Lonicera etrusca - kim ngân Estruca - Lonicera fargesii - nhẫn đông lông dính - Lonicera ferdinandii - nhẫn đông thông bì - Lonicera ferruginea - Lonicera flava - kim ngân vàng - Lonicera fragilis - Lonicera fragrantissima - kim ngân mùa đông - Lonicera fulvotomentosa - Lonicera glutinosa - Lonicera graebneri - nhẫn đông cành ngắn - Lonicera gynochlamydea - Lonicera hellenica – kim ngân Hy Lạp - Lonicera hemsleyana - Lonicera heterophylla - nhẫn đông lá lạ - Lonicera hildebrandiana - kim ngân lá to, kim ngân hildebrand - Lonicera hirsuta - kim ngân lông - Lonicera hispida - nhẫn đông lông cứng - Lonicera hispidula - kim ngân hồng - Lonicera humilis - nhẫn đông lùn - Lonicera hypoglauca - kim ngân lá mốc, kim ngân mặt dưới mốc - Lonicera hypoleuca - nhẫn đông mặt dưới trắng - Lonicera implexa - Lonicera inconspicua - Lonicera inodora - nhẫn đông lá trứng - Lonicera interrupta - Lonicera involucrata - Lonicera japonica – kim ngân, nhẫn đông, kim ngân Nhật (loài phổ biến ở Việt Nam) - Lonicera jilongensis - nhẫn đông Cát Long - Lonicera kansuensis - nhẫn đông Cam Túc - Lonicera karelinii - Lonicera kawakamii - nhẫn đông Ngọc Sơn - Lonicera korolkowii - Lonicera lanceolata - nhẫn đông lá liễu - Lonicera ligustrina - nhẫn đông lá nữ trinh - Lonicera litangensis - nhẫn đông Lý Đường - Lonicera longiflora - kim ngân hoa dài | - Lonicera longituba - nhẫn đông cánh cong - Lonicera maackii - Lonicera macrantha - kim ngân hoa to, kim ngân lông - Lonicera macranthoides - Lonicera maximowiczii - nhẫn đông hoa tía - Lonicera mexicana - Lonicera microphylla - nhẫn đông lá nhỏ - Lonicera minuta - Lonicera minutifolia - Lonicera modesta - nhẫn đông Hạ Giang - Lonicera morrowii - Lonicera mucronata - nhẫn đông ngắn nhọn - Lonicera myrtillus - nhẫn đông lá việt quất - Lonicera nervosa - nhẫn đông gân lá đỏ - Lonicera nigra - nhẫn đông quả đen - Lonicera nitida - Lonicera nubium - Lonicera nummulariifolia - Lonicera oblata - nhẫn đông lá đinh hương - Lonicera oblongifolia - Lonicera oiwakensis - nhẫn đông Lựu Cơ - Lonicera oreodoxa - Lonicera orientalis - Lonicera pallasii - Lonicera pampaninii - Lonicera periclymenum - Lonicera pileata - Lonicera pilosa - Lonicera praeflorens - Lonicera prolifera - Lonicera prostrata - Lonicera pyrenaica - Lonicera reticulata - Lonicera retusa - nhẫn đông lá lõm - Lonicera rhytidophylla - nhẫn đông lá nhăn - Lonicera rupicola - nhẫn đông núi đá - Lonicera ruprechtiana – kim ngân Mãn Châu, nhẫn đông Trường Bạch - Lonicera saccata - nhẫn đông hoa lớn - Lonicera schneideriana - nhẫn đông đài hoa ngắn - Lonicera semenovii - nhẫn đông Tây Tạng - Lonicera sempervirens - Lonicera serreana - Lonicera setifera - nhẫn đông lá răng - Lonicera similis - Lonicera spinosa - nhẫn đông cành gai - Lonicera splendida - Lonicera standishii - Lonicera stephanocarpa - Lonicera subaequalis - nhẫn đông Xuyên Kiềm - Lonicera subhispida - nhẫn đông hoa đơn - Lonicera sublabiata - nhẫn đông hoa môi - Lonicera subspicata - Lonicera szechuanica - nhẫn đông Tứ Xuyên - Lonicera taipeiensis - nhẫn đông Thái Bạch - Lonicera tangutica - nhẫn đông Đường Cổ Đạc - Lonicera tatarica - nhẫn đông Tân Cương - Lonicera tatarinowii - nhẫn đông Hoa Bắc - Lonicera tomentella - Lonicera tragophylla - Lonicera tricalysioides - nhẫn đông Xích Thủy - Lonicera trichogyne - nhẫn đông quả lông - Lonicera trichosantha - nhẫn đông hoa lông - Lonicera trichosepala - nhẫn đông lá đài lông - Lonicera tubuliflora - nhẫn đông hoa ống - Lonicera utahensis - Lonicera villosa - Lonicera virgultorum - nhẫn đông quyên liễu lâm - Lonicera webbiana - nhẫn đông Hoa Tây - Lonicera xylosteum - Lonicera yunnanensis - nhẫn đông Vân Nam |